# The Elected
The Elected est un groupe américain de rock indépendant, originaire de Los Angeles, en Californie. En date[Quand ?], ils comptent deux albums sur le label Sub Pop, Me First en 2004, et Sun, Sun, Sun en 2006 ; et un album, Bury Me In My Rings, chez Vagrant Records.

## Historique
Sennett et Boesel sont aussi membres de Rilo Kiley. Daniel Brummel joue aussi avec Ozma. Michael Runion a une carrière solo lorsqu'il ne se produit pas en concert avec The Elected. Ryland Steen fait en ce moment partie du groupe Reel Big Fish, tandis que son plus jeune frère Sander Steen est en tournée avec The Elected.
Leur deuxième album, Sun, Sun, Sun, est sorti le 24 janvier 2006 sur Sub Pop Records. Après quelque temps passé hors de la musique, Blake Sennett revient avec un troisième album d'Elected, Bury Me In My Rings, publié le 17 mai 2011 chez Vagrant Records.

## Membres
- Blake Sennett - claviers, guitare, voix
- Mike Bloom - guitare
- Daniel Brummel/Michael Runion - basse
- Jason Boesel/Ryland Steen/Sander Steen - percussions

## Discographie

### Albums studio
- 2004 : Me First (Sub Pop)
- 2006 : Sun, Sun, Sun (Sub Pop)
- 2011 : Bury Me In My Rings (Vagrant Records)

### Compilations
- 2005 : Lagniappe: A Saddle Creek Benefit for Hurricane Katrina (chanson: San Francisco via Chicago Blues)

## Vidéographie
- 2006 : Not Going Home (réalisé par Nik Fackler)